# Nicolas Tarkhoff
Nicolas Tarkhoff (en russe : Тархов, Николай Александрович) est un peintre russe né à Moscou le 20 janvier 1871, et mort à Orsay en France, le 5 juin 1930. Il s'établit définitivement en France, d'abord Paris, en 1898.

## Biographie
Tarkhoff se met tard à la peinture. Il est fils d'une famille de commerçants aisés. Il accomplit son service militaire puis tente en vain de rentrer à l'École de peinture, de sculpture et d'architecture de Moscou où il échoue à l'examen d'entrée. Il se forme dans ses voyages en Russie, notamment dans le Caucase et la Crimée. Il y fera une rencontre qui détermine sa vie artistique, celle de Constantin Korovine, un des rares représentants de l'impressionnisme en Russie.
Tarkhoff se lie aussi d'amitié avec les peintres symbolistes russes : Nicolas Millioti, Pavel Kouznetsov et Piotr Savvitch Outkine. Il participe à la première exposition de Mir Iskousstva en 1899.
Il se rend à Paris en 1898 et y vit définitivement à partir de 1899, fréquentant quelque temps l'académie Julian, et séjournant pendant l'été en Bretagne à Doëlan. Il en revient avec ses toiles pointillistes, la nature de la Bretagne lui offrant l'occasion de réaliser de nombreuses toiles. Il s'installe à Orsay à partir de 1911.
En France, il expose au Salon des indépendants en 1901 et au Salon d'automne, en 1904. Il participe à nouveau en 1911 à des expositions de Mir Iskousstva en Russie.
Ses thèmes favoris sont la nature, Paris, sa maison, ses proches. Il a été qualifié de « fauve impressionniste » par Gérard Tisserand.
En 1911, il s'installe à Orsay. Il adhère à la révolution bolchévique et vit isolé du monde parisien. Il décède à Orsay en 1930.

## Œuvres
- Crépuscule sur la mer à Doëlan (huile sur toile, 1899, Musée d'art moderne, Genève)
- Les vagues sur la plage au coucher de soleil à Doëlan (huile sur toile, 1900)[4]

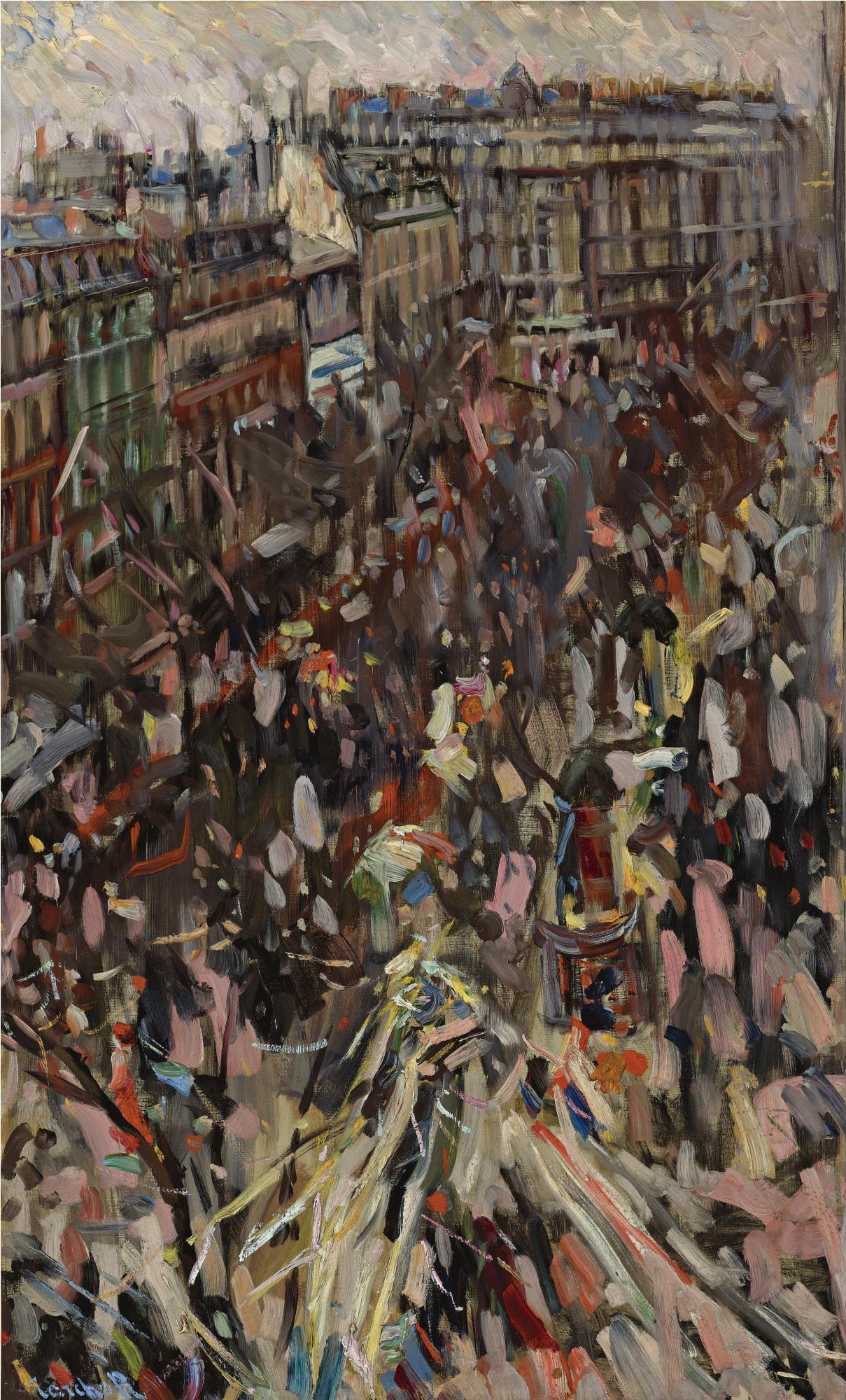
Paris.
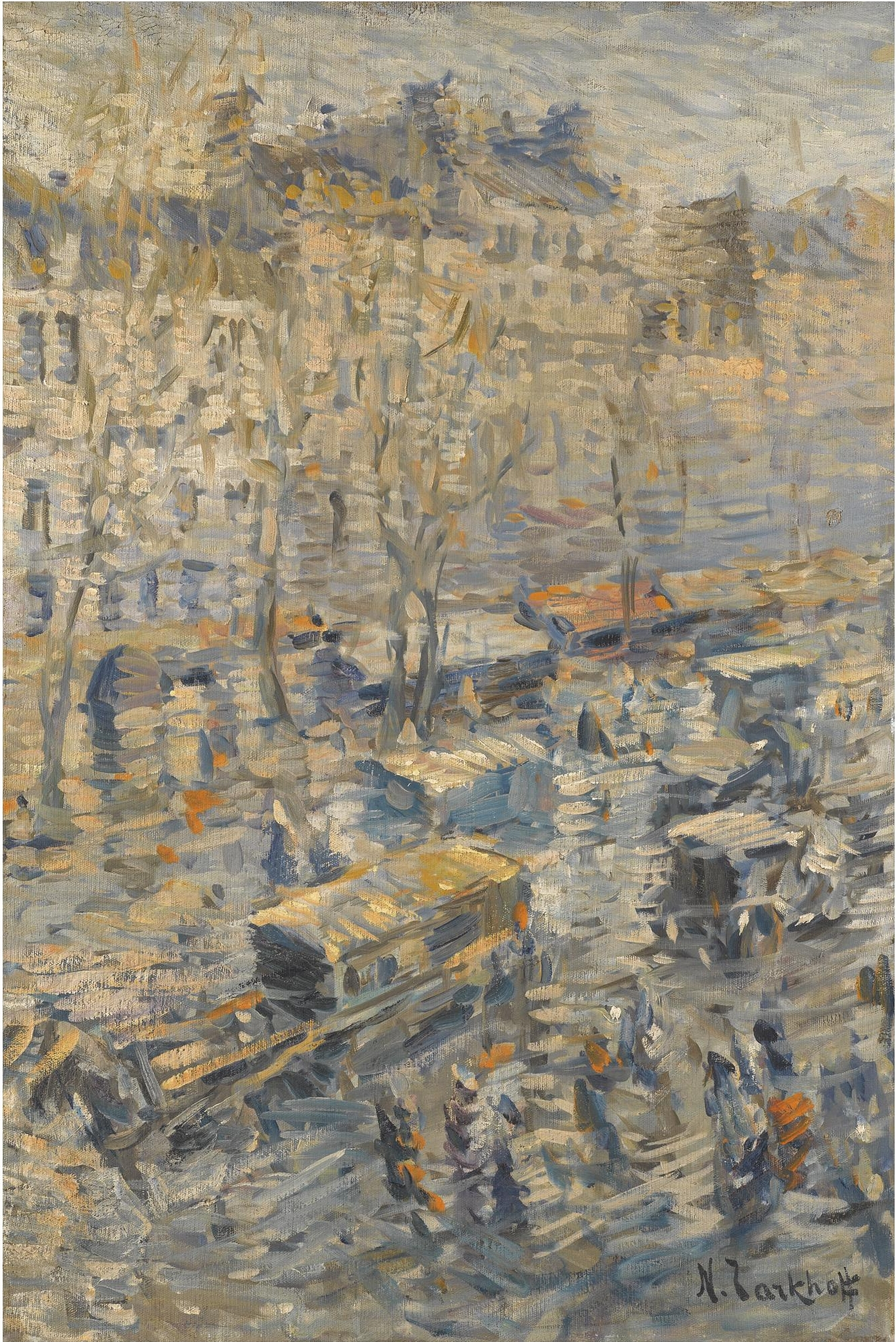
Boulevard parisien.
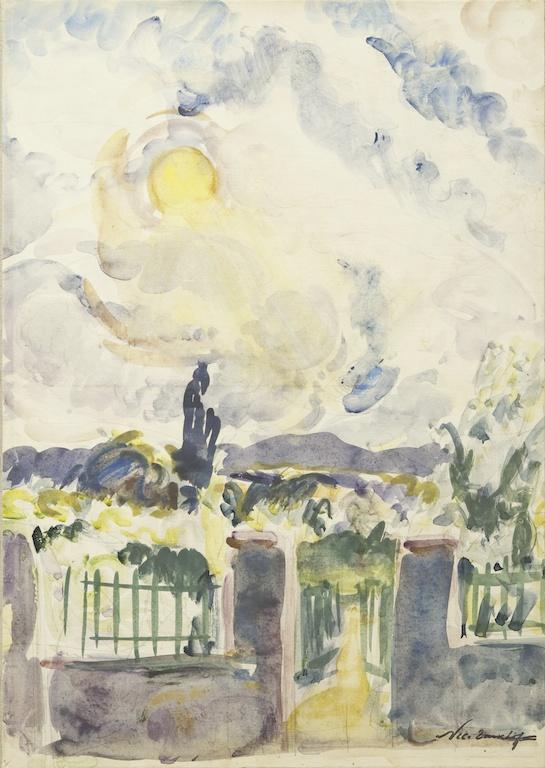
Entrée du parc un jour de pluie.
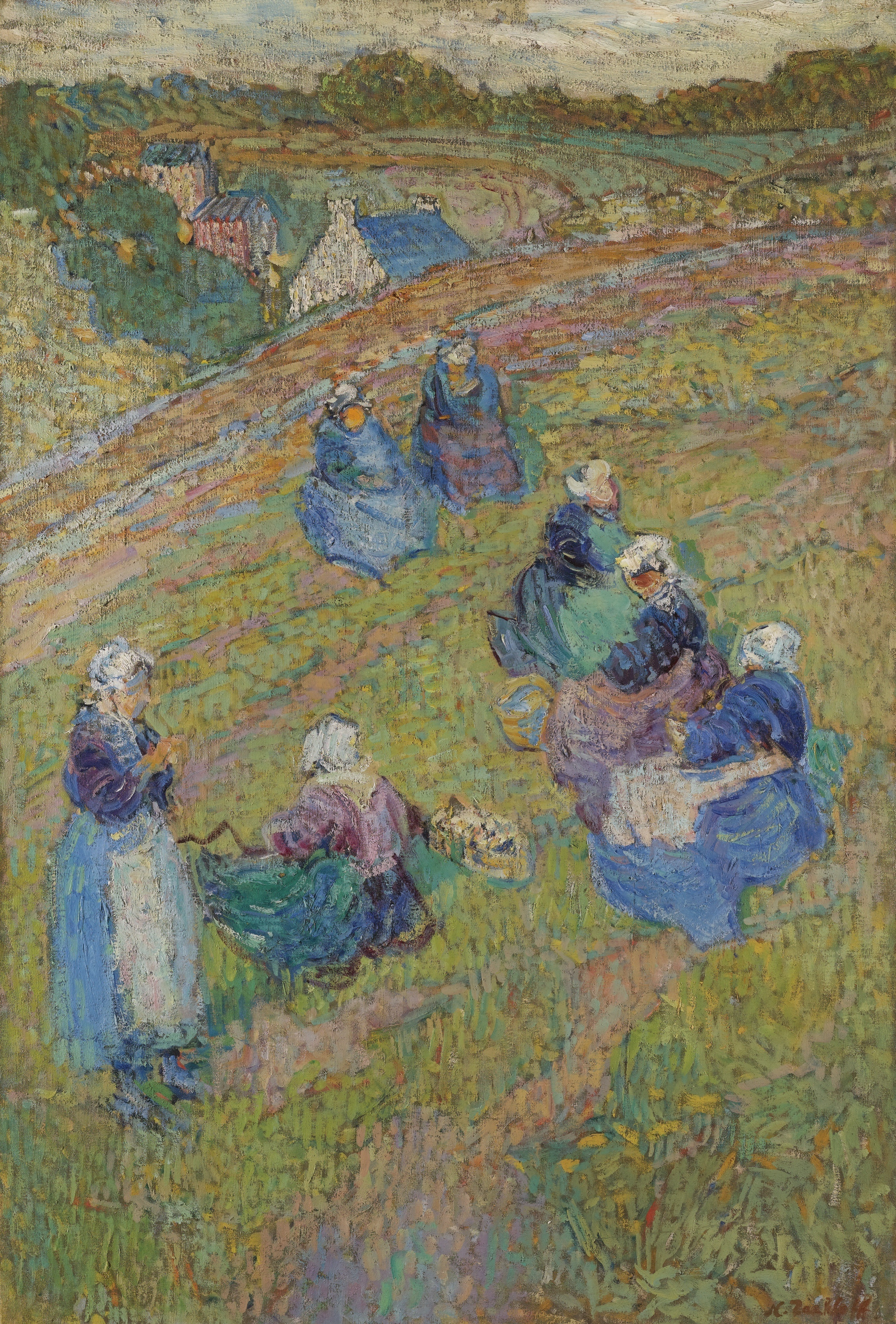
Bretonnes.
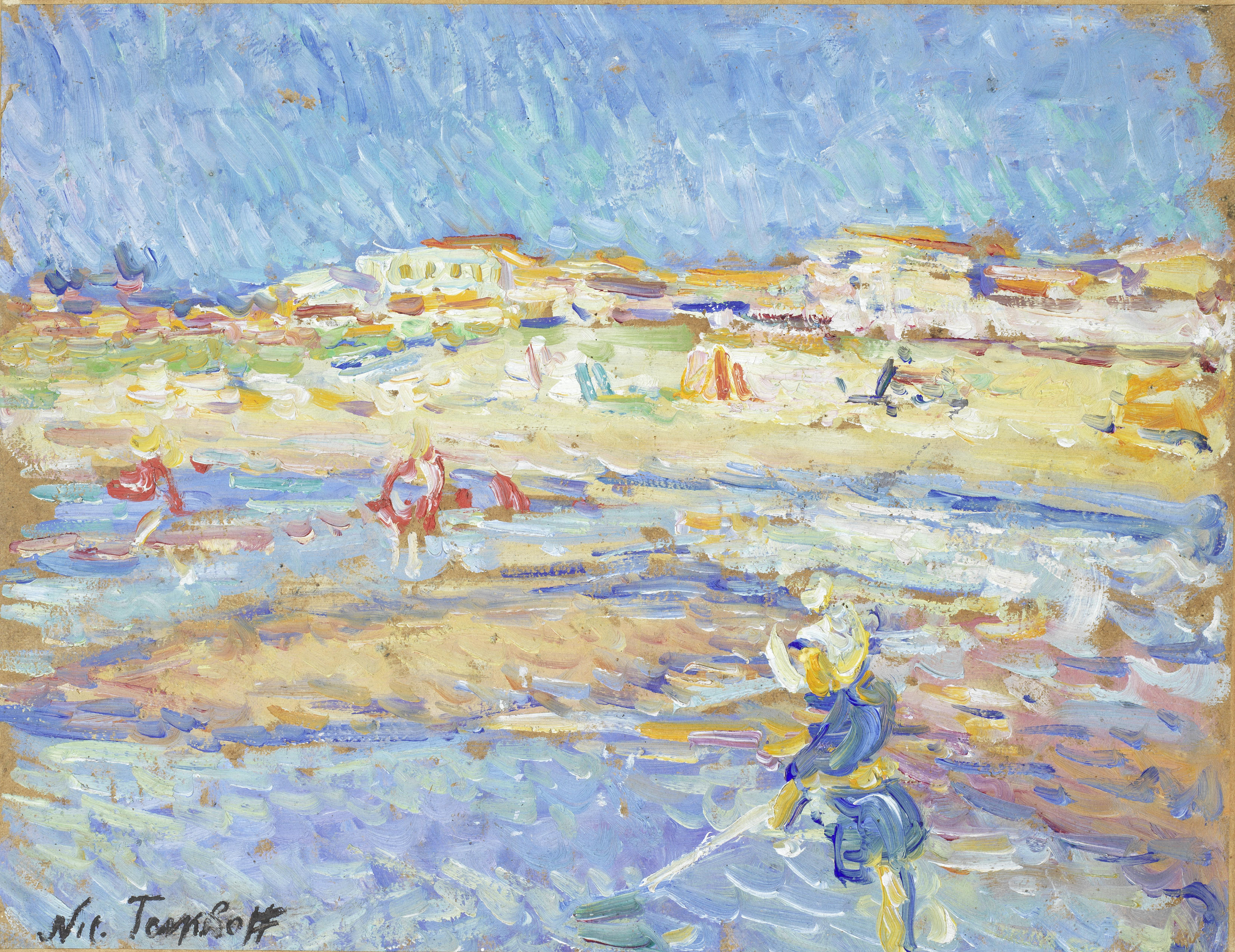
La plage à Soulac-sur-Mer.

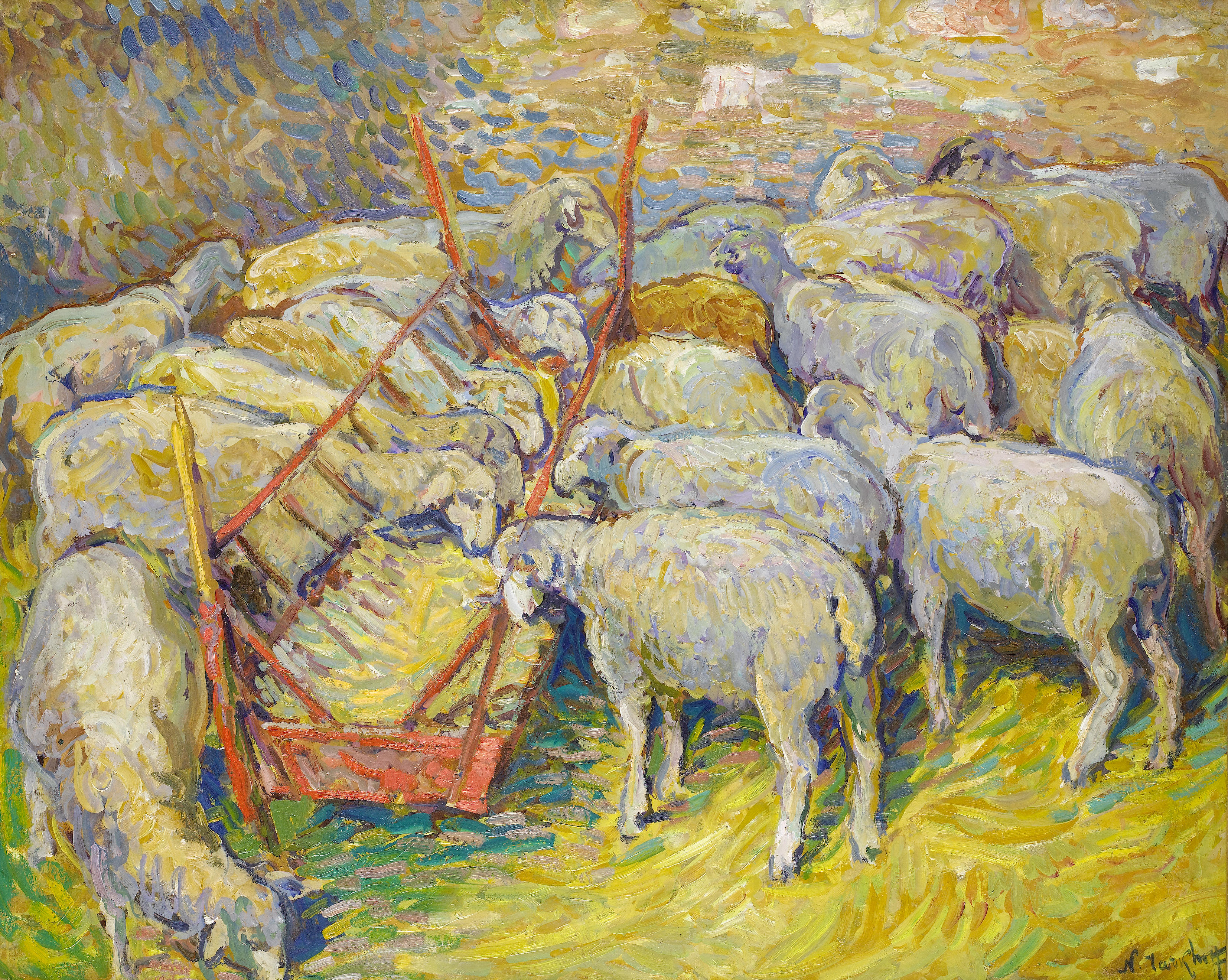
Brebis dans le Périgord.
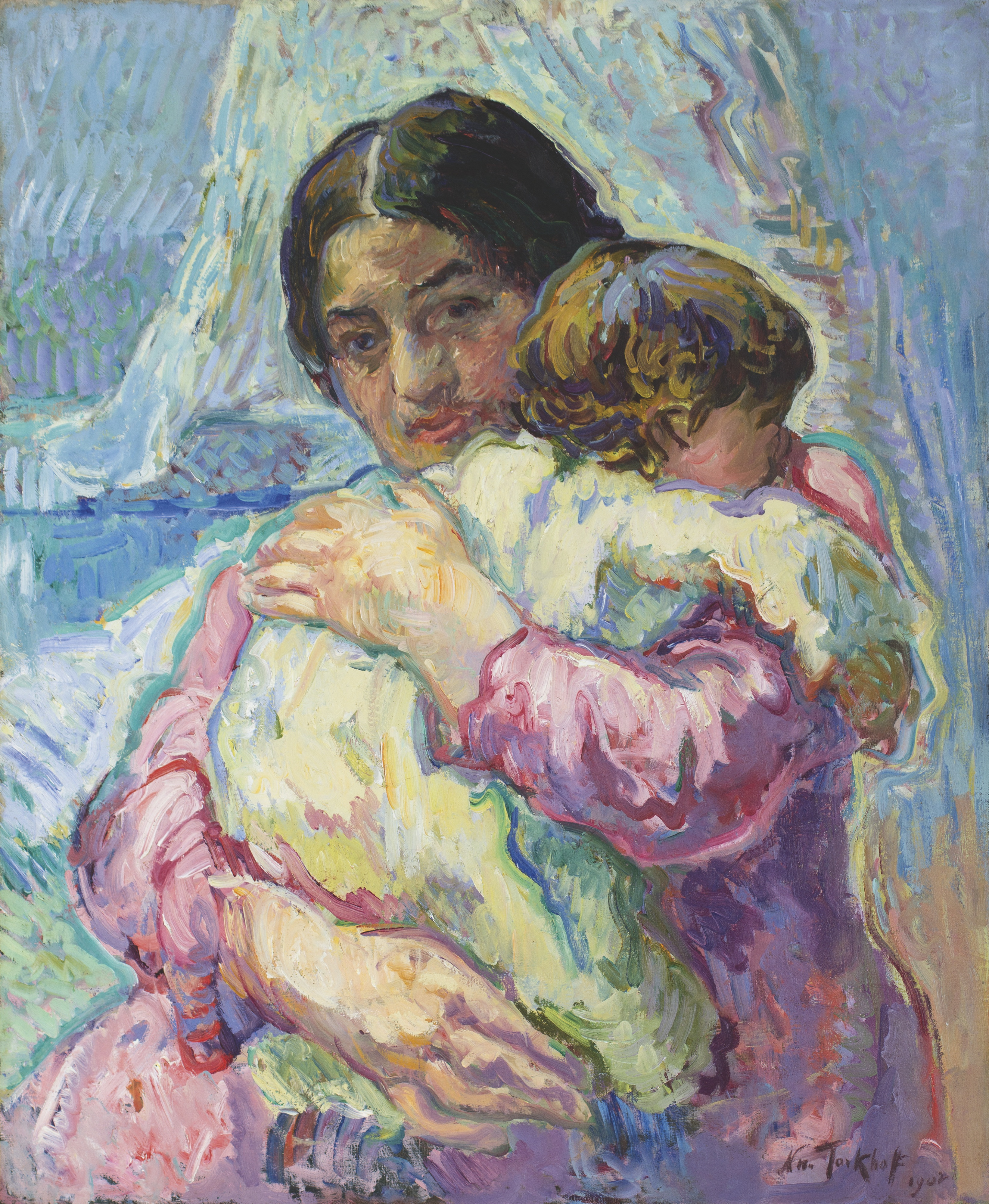
Amour maternel (1902).
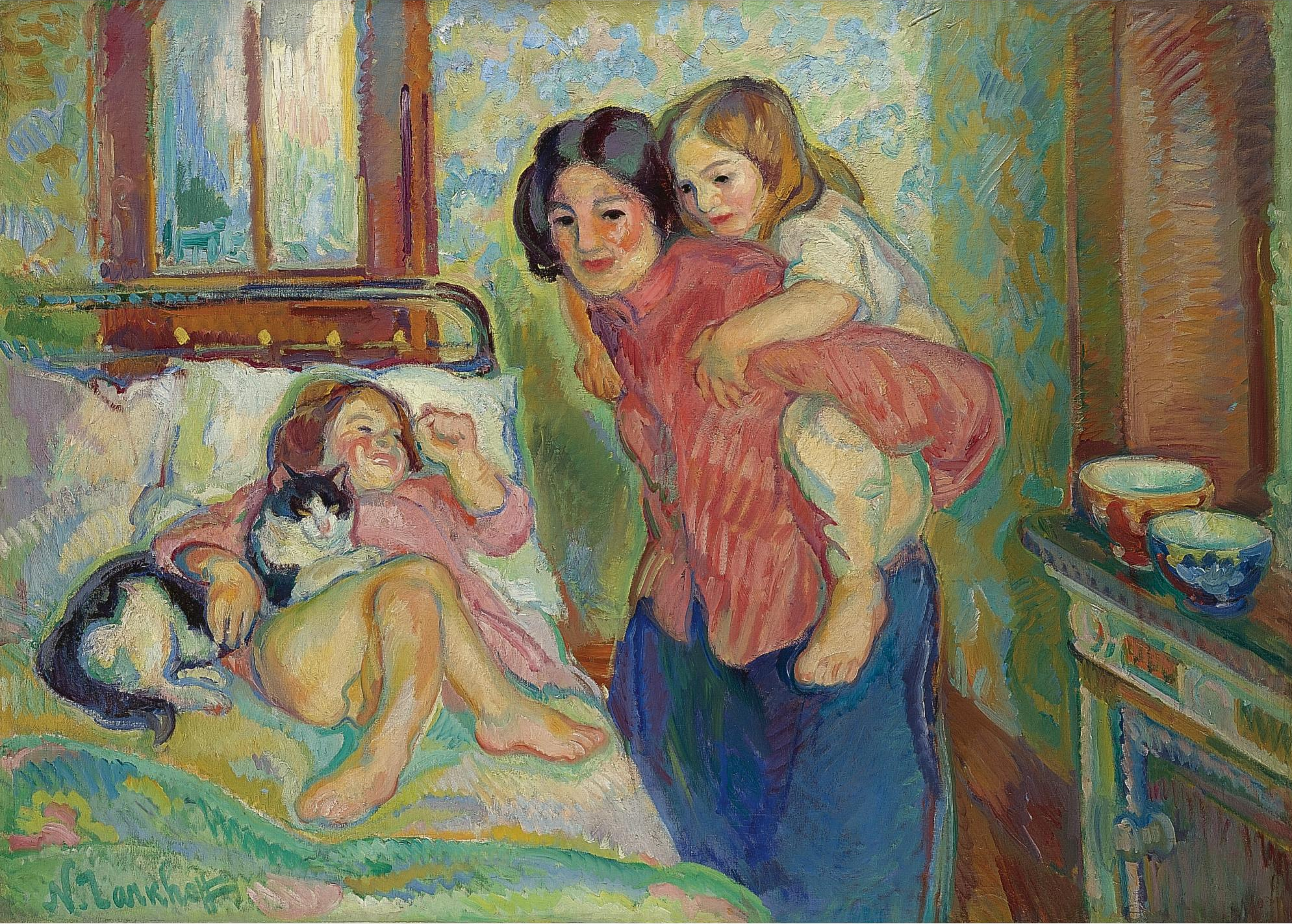
Le matin, la chambre de maman.
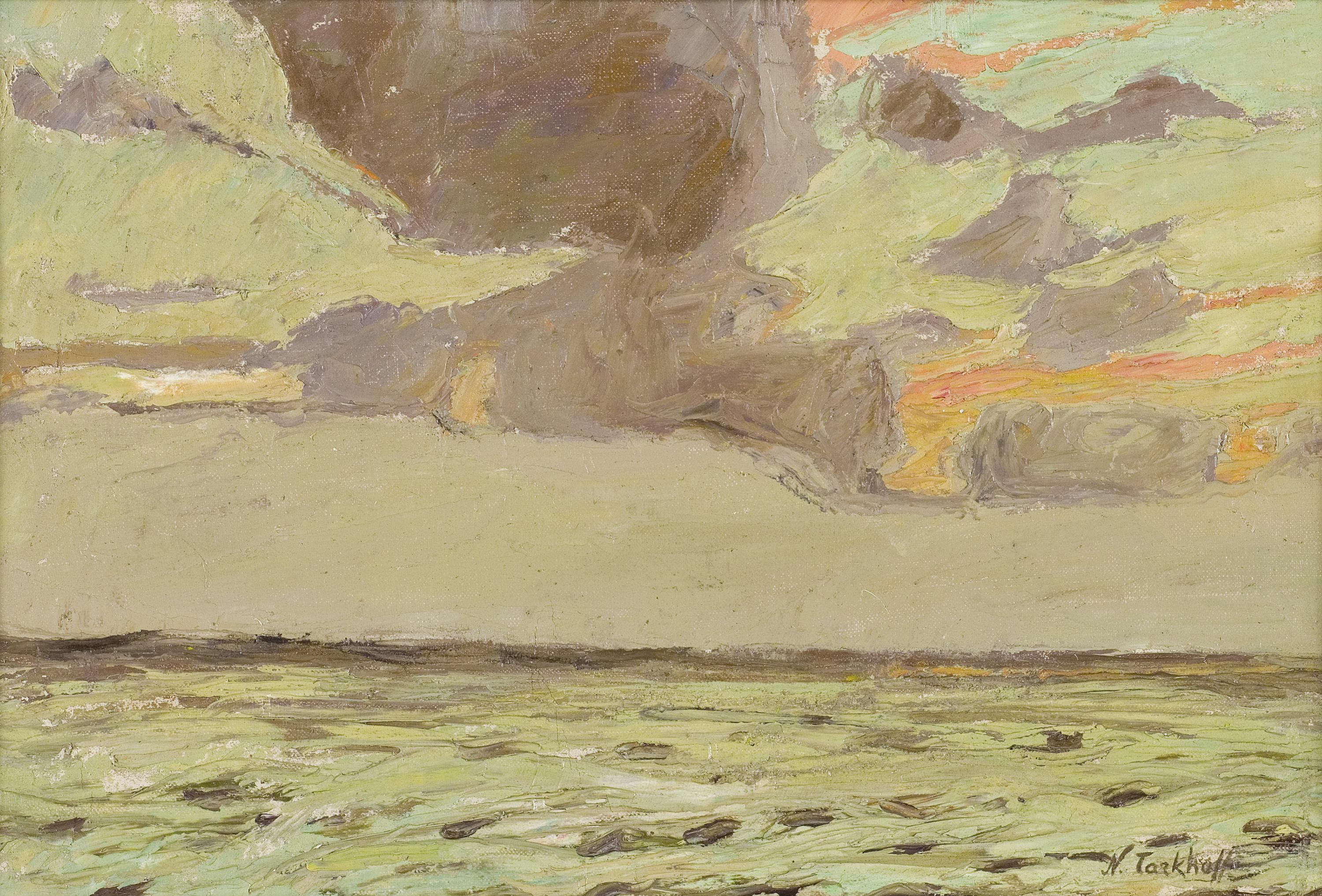
La tempête.
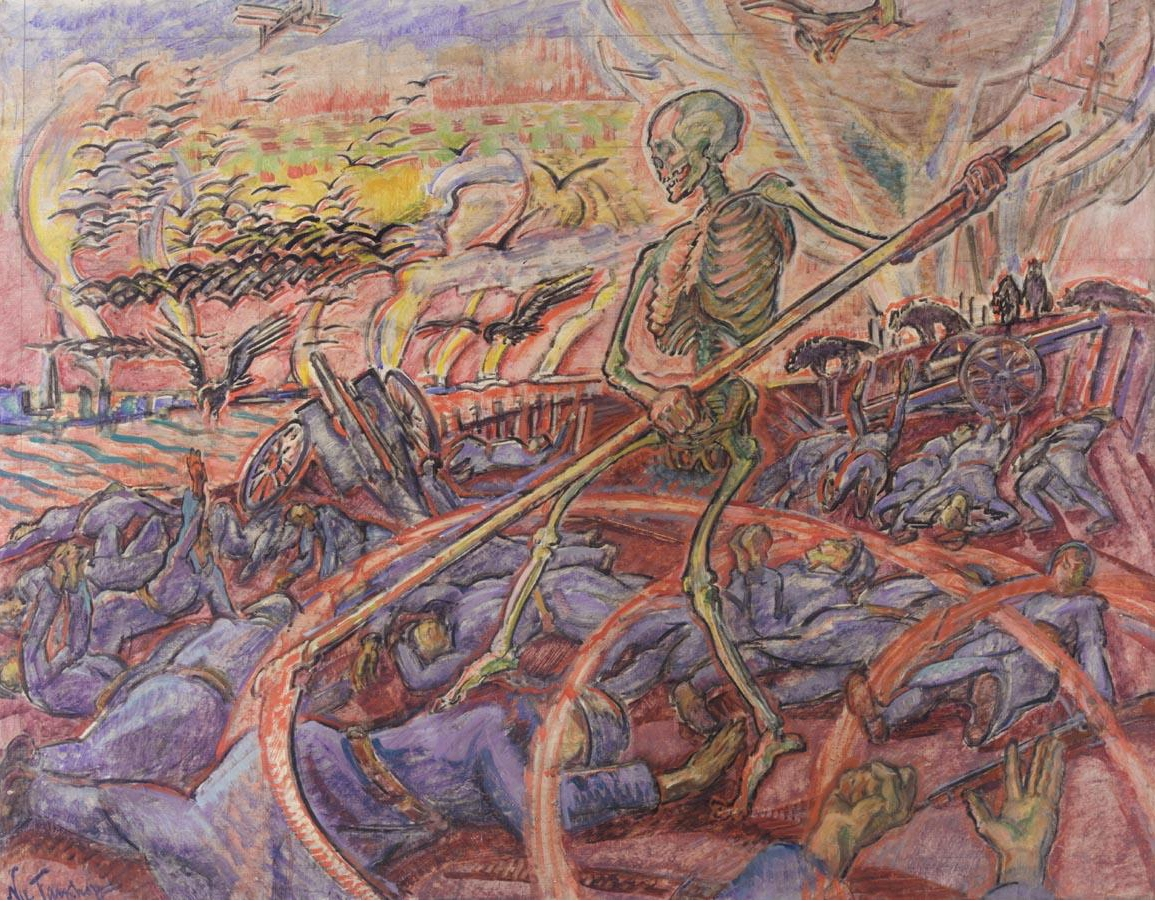
La grande faucheuse.